# Centrophorus harrissoni
El quelvacho mudo (Centrophorus harrissoni) es una especie de tiburón de aguas profundas, conocido sólo en dos lugares, uno cerca del Taiwán y el otro a lo largo de la costa este de Australia. También es conocido como tiburón Harrison de aguas profundas. Puede crecer hasta 43 a 109 cm de largo y tiene ojos grandes y verdes que ayudan a ver hasta unos 250 a 385 metros de profundidad.
El quelvacho mudo se encuentra en la costa este de Australia, Nueva Gales del Sur, Victoria, Queensland y Tasmania, y también se ha registrado frente a Nueva Zelanda. Su hábitat se encuentra sobre la plataforma continental. Los quelvachos mudos viven en aguas profundas que es normalmente cerca de 290 a 790 metros. Son similares a otras especies de tiburones en el aspecto. Las hembras paren hasta 2 crías en un año o cada dos años. Su edad promedio en que pueden vivir hasta 46 años e incluso puede vivir hasta los mayores que eso. Estos tiburones se comen a los peces en su mayoría peces pequeños y crustáceos. El tamaño de la población es desconocida, pero en la década de 1970 ha habido por lo menos una reducción del 99% de la población en algunas zonas. Esta especie se captura para el aceite de hígado, pero la baja tasa reproductiva, la edad tardía de madurez y larga vida útil típica de estos tiburones significa que especies como el quelvacho mudo no son capaces de recuperarse rápidamente después de su agotamiento. Ellos llaman a esto la pesca de arrastre demersal. No se están adoptando medidas para preservar la cuota de quelvacho mudo que incluye su incorporación a la Protección Ambiental y Conservación de la Biodiversidad (EPBC), de lo que significa que tiene que haber un plan para mantener esta especie de seguridad.
Esta especie puede ser el mismo como el Centrophorus uyato.